# Andrew Owusu
Andrew Owusu (8 luglio 1972) è un ex triplista e lunghista ghanese.

## Biografia
A inizio carriera si dedicò al salto in lungo, ottenendo come miglior risultato un secondo posto ai Giochi panafricani del 1995.
Passato al salto triplo, nel 1998 vinse i campionati africani e giunse secondo ai Giochi del Commonwealth. L'anno seguente vinse i Giochi panafricani e nel 2000 si confermò campione continentale. Nel 2002, dopo essere giunto quarto ai Giochi del Commonwealth, fu secondo ai Campionati africani. Nel 2003 fu nuovamente vincitore ai Giochi panafricani.
Partecipò a tre edizioni dei Giochi Olimpici: Atlanta 1996, Sydney 2000 e Atene 2004, dove fu portabandiera per la sua rappresentativa nazionale. La prima volta gareggiò nel salto in lungo, le altre due nel salto triplo, ma in nessuna delle tre occasioni riuscì a qualificarsi per la finale. Quattro furono le sue partecipazioni ai campionati mondiali: 1995 nel salto in lungo; 1997, 1999 e 2003 nel salto triplo. Nel 1997 e nel 2003 raggiunse la finale, classificandosi in entrambe le edizioni all'ottavo posto. Nel 1998 fu chiamato a rappresentare l'Africa nella Coppa del mondo: giunse quarto nel salto triplo con 17,21 m.

## Palmarès
| Anno | Manifestazione          | Sede         | Evento         | Risultato | Prestazione | Note |
| ---- | ----------------------- | ------------ | -------------- | --------- | ----------- | ---- |
| 1995 | Giochi panafricani      | Harare       | Salto in lungo | dq        | 8,01 m      |      |
| 1998 | Campionati africani     | Dakar        | Salto triplo   | Oro       | 17,03 m     |      |
| 1998 | Giochi del Commonwealth | Kuala Lumpur | Salto triplo   | Argento   | 16,84 m     |      |
| 1999 | Giochi panafricani      | Johannesburg | Salto triplo   | Oro       | 16,89 m     |      |
| 2000 | Campionati africani     | Algeri       | Salto triplo   | Oro       | 16,69 m     |      |
| 2002 | Campionati africani     | Radès        | Salto triplo   | Argento   | 17,02 m     |      |
| 2003 | Giochi panafricani      | Abuja        | Salto triplo   | Oro       | 16,41 m     |      |